# BMW Serie 5 GT
La BMW Serie 5 GT è un'autovettura di Segmento E prodotta dal 2009 al 2017 dalla casa automobilistica tedesca BMW.

## Storia e profilo

### Contesto

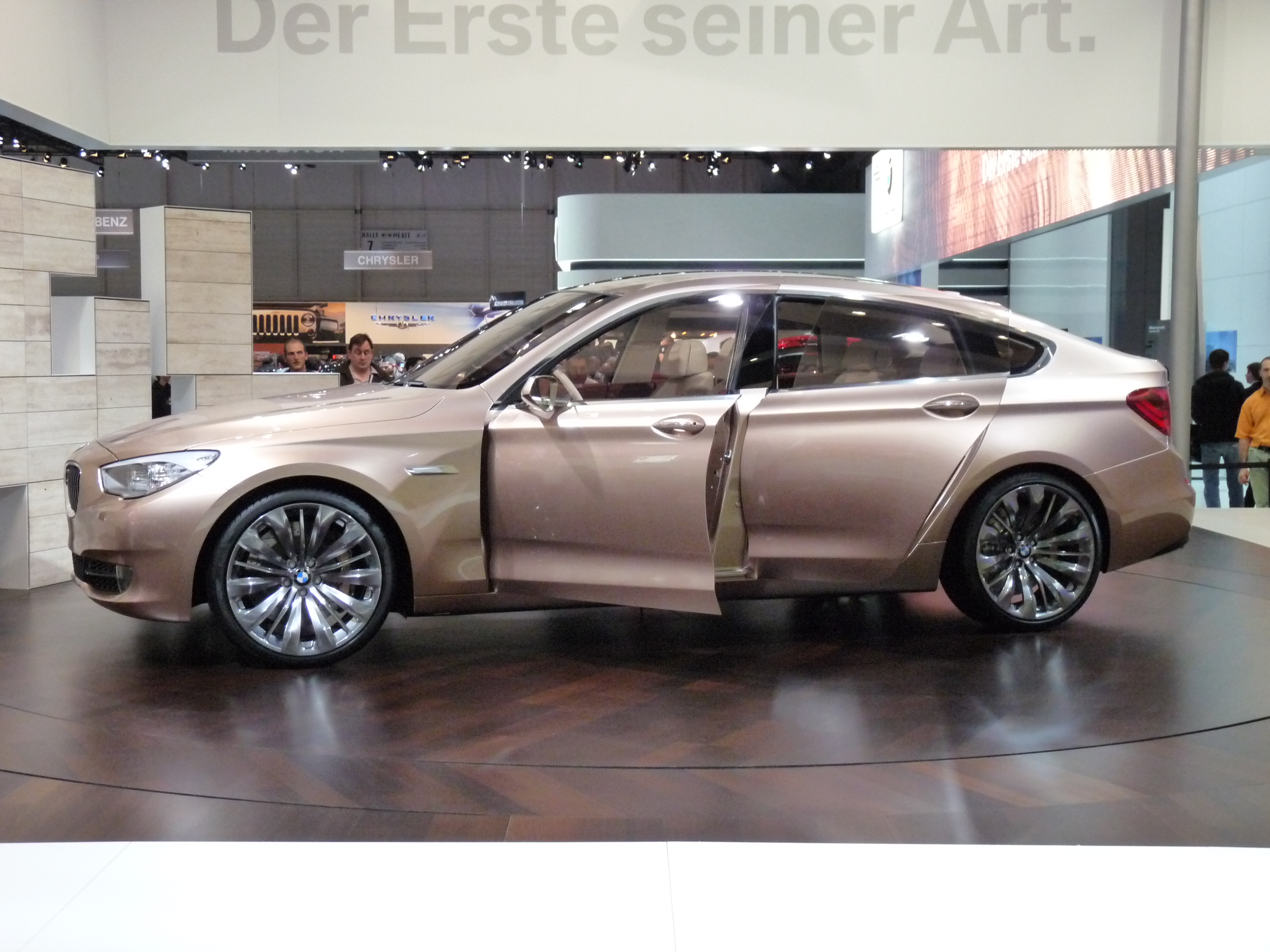
Il profilo della Serie 5 Gran Turismo concept

Si tratta di una vettura crossover che la casa tedesca definisce come PAS (Progressive Activity Sedan), ossia una sorta di incrocio tra una coupé a 4 porte, una berlina, una station wagon e un SUV, nata per soddisfare le esigenze di quella clientela che vuole innanzitutto un'auto fuori dal coro e dal look sportiveggiante come una coupé, grande e lussuosa come una berlina di fascia superiore, dalle prestazioni e dall'abitabilità più che soddisfacenti come una station wagon e dalla posizione di guida rialzata quasi come un SUV. Essendo la GT un'interessante alternativa alla tradizionale station wagon, alcune fonti anglofone parlano di queste vettura utilizzando addirittura il termine van.
La Serie 5 GT non arriva a sorpresa nei listini ufficiali BMW: fin dal 2008, la BMW ha cominciato a divulgare foto e disegni di alcuni modelli e prototipi dalle insolite fattezze, chiaramente dei crossover; è stato però nella primavera del 2009, al Salone dell'automobile di Ginevra, che la Casa tedesca ha svelato un prototipo che prefigurava la vettura di serie quasi definitiva.
La Serie 5 GT (sigla di progetto F07) nasce sul pianale di quella che a partire dal 2010 sarà la sesta generazione della Serie 5 tradizionale (F10), ma rispetto a quest'ultima va a posizionarsi un gradino più in alto, appunto tra la Serie 5 berlina e la più costosa Serie 7.

### Design

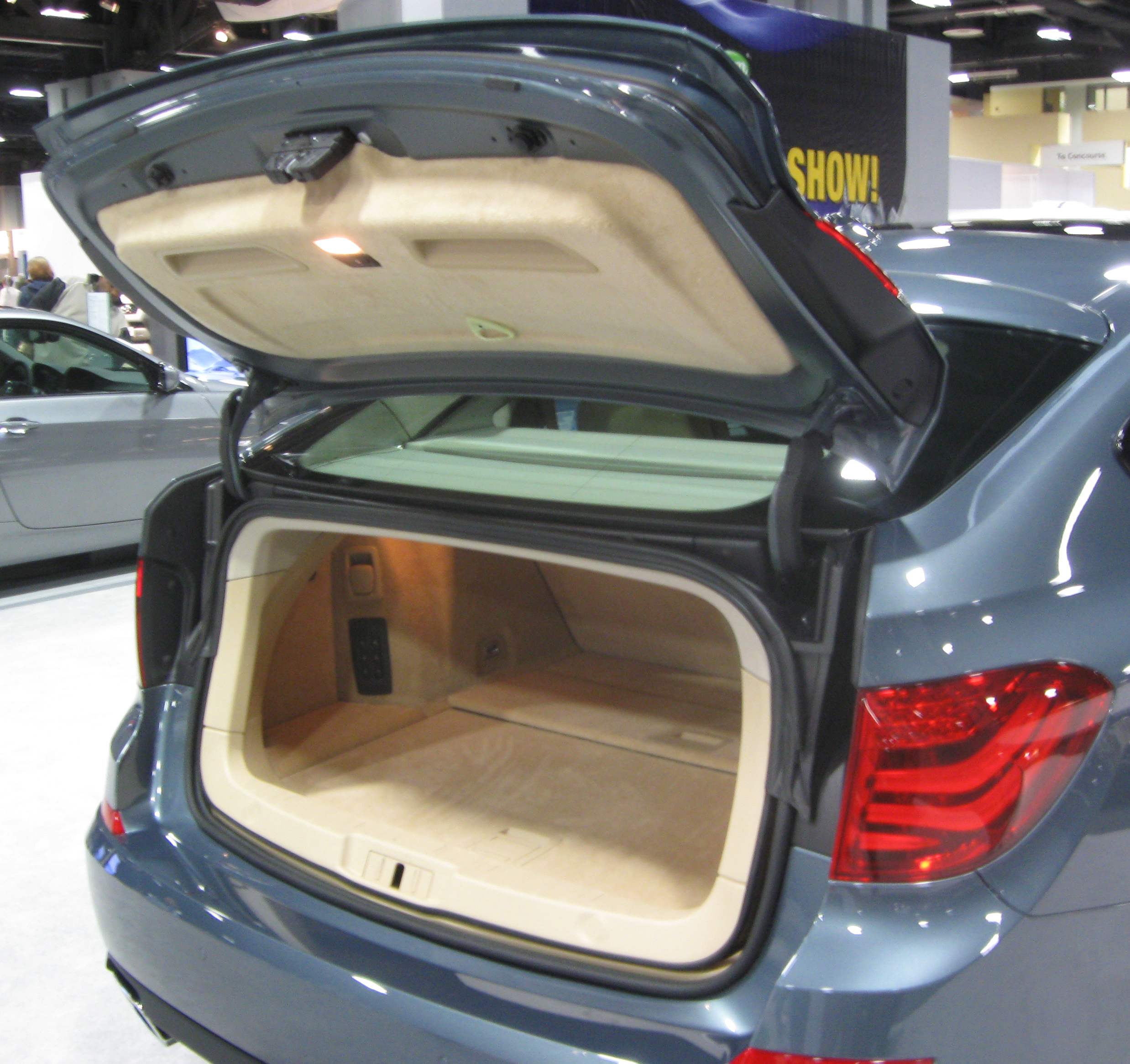
Dettaglio dell'apertura del bagagliaio di una BMW 550i del 2010

La linea della Serie 5 GT lascia a prima vista sconcertati principalmente per il fatto di non riuscire a classificarla entro un segmento ben definito, molto più che non nel caso delle vetture crossover classiche. Essa appare come un mix di almeno tre tipologie di vetture, poiché unisce le dimensioni e l'eleganza di una grossa berlina di lusso alla praticità di una station wagon, ma condendo il tutto con una posizione di guida rialzata che sta a metà strada tra un crossover SUV e una normale berlina, e infine dando un tocco di sportività con la linea del padiglione e del lunotto, particolarmente inclinati e spioventi, che disegnano una coda alquanto sfuggente e che uniscono quindi al già elaborato insieme anche caratteristiche da coupé. Tipiche di una coupé sono anche le porte senza cornice, per la prima volta utilizzate da BMW su una vettura a 4 porte.
La vettura è stata principalmente progettata in funzione della praticità d'uso: il portellone del bagagliaio si apre sia nel modo tradizionale, sia senza includere nell'apertura anche il lunotto. In effetti, la parte posteriore è tra gli aspetti più caratterizzanti. Una volta aperto il bagagliaio ci si trova di fronte a un grande vano bagagli dalla forma regolare, che può essere ampliato con l'abbattimento del divano posteriore: in questo caso, la capacità di carico sale da 590 a 1700 litri. Il divano posteriore è a tre posti, dei quali quelli più esterni sono regolabili manualmente, a richiesta è però possibile ottenere al suo posto due poltroncine separate e la vettura può ospitare a quel punto solo 4 persone. I passeggeri sistemati posteriormente godono di una notevole abitabilità a dispetto del padiglione inclinato. Lo spazio per gli occupanti della Serie 5 GT è paragonabile a quello della contemporanea Serie 7 BMW F01, dalla quale non si discosta molto con i suoi 5 metri di lunghezza. Il comfort per i passeggeri è accentuato dalla sensazione di luminosità data dal tetto in cristallo e dalla comodità dei sedili.

### Tecnica e motori
La Serie 5 GT è disponibile all'esordio in tre motorizzazioni: un 3 litri turbo a benzina, un 4.4 biturbo sempre a benzina e un 3 litri turbodiesel common rail. Il 3 litri turbo a benzina deriva dal 3 litri biturbo N54 montato tra l'altro sulla 335i E90/1/2/3 e sulla 135i, ma privato di un turbocompressore e in grado comunque di raggiungere la medesima potenza grazie all'ausilio di tecnologie come il Valvetronic e il turbo twin scroll, assenti invece nella versione bi-turbo.
In tutte le versioni della gamma, ai motori è accoppiato un cambio automatico a 8 marce di nuova generazione, prodotto dalla tedesca ZF Friedrichshafen AG,  lo stesso utilizzato sulle 760i/Li F01/02. Le sospensioni a richiesta sono regolabili su più livelli, dalla modalità normale alla Confort, a Sport e ancora a Sport +. In quest'ultima modalità il controllo di stabilità viene parzialmente inibito e risulta meno invadente, intervenendo meno spesso e solo in casi di vera emergenza. Disponibili a richiesta sono anche le ruote posteriori con effetto sterzante.
Nella progettazione della Serie 5 GT non è stato trascurato il fattore efficienza, e così anche questo nuovo modello, come già alcuni altri modelli BMW dei tardi anni 2000, usufruisce del programma EfficientDynamics, che annovera tra l'altro il sistema di recupero dell'energia frenante e pneumatici a bassa resistenza al rotolamento.

### Evoluzione
Nel mese di aprile del 2010, la gamma si amplia con l'arrivo della 535d, equipaggiata con un 3 litri biturbo a gasolio, ovviamente con tecnologia common rail, in grado di erogare 299 CV di potenza massima. Contemporaneamente, arriva anche la 530d xDrive, dotata di trazione integrale "intelligente". Entro la fine della primavera, la stessa tecnologia verrà applicata alle restanti motorizzazioni.

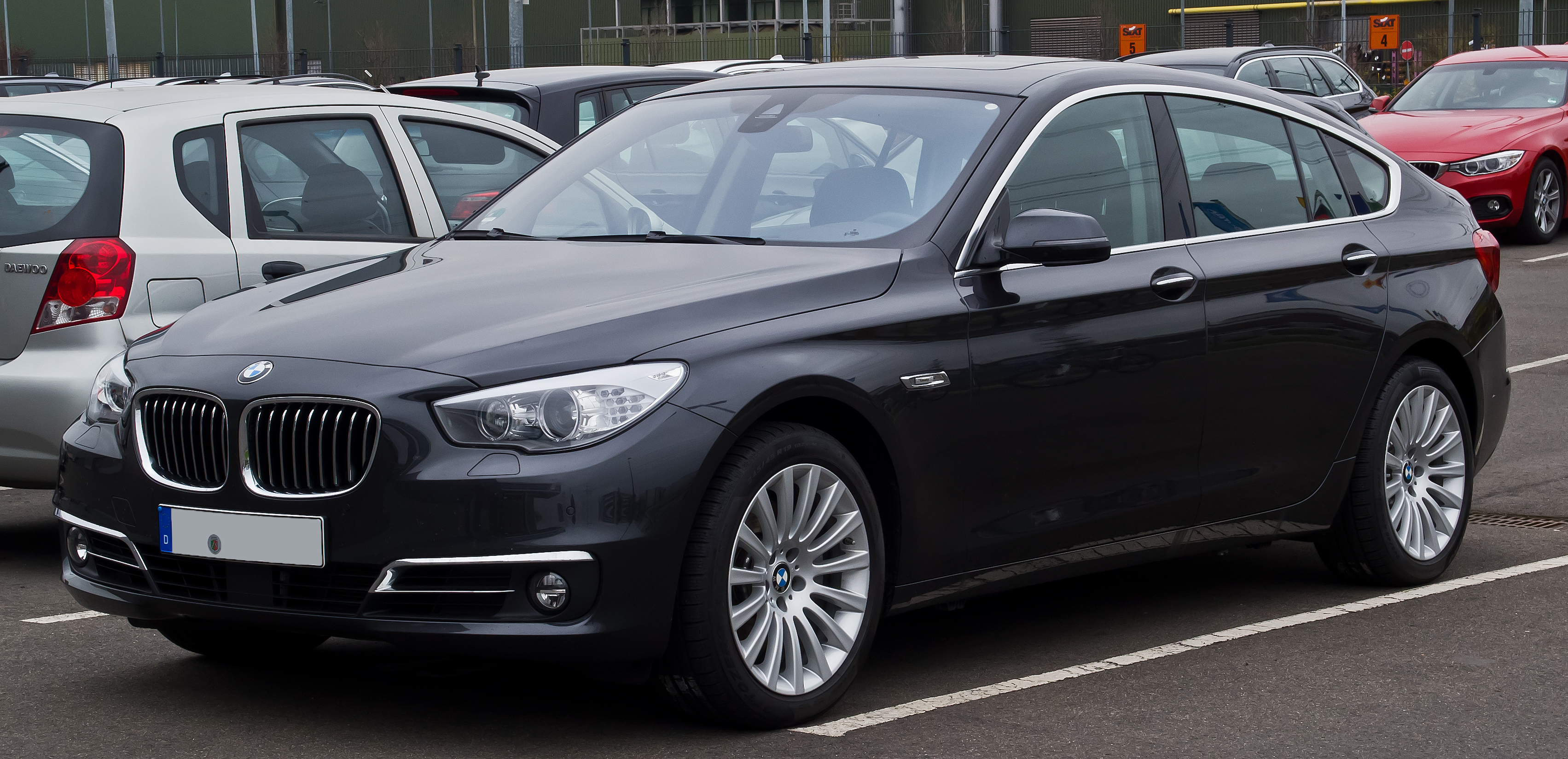
BMW 530d xDrive GT restyling del 2013

Nel giugno del 2012 la gamma si ampliò verso il basso con l'arrivo della 520d GT, spinta dal 2 litri turbodiesel da 184 CV di potenza massima. Questa versione, però, non verrà proposta a trazione integrale ma solo a trazione posteriore, lasciando così la tecnologia xDrive a disposizione delle sole motorizzazioni a 6 e a 8 cilindri. Tra queste ultime, la 530d vide passare la propria potenza da 245 a 258 CV, mentre analogamente la 535d passò da 299 a 313 CV.
Nel luglio del 2013 si ha un leggero restyling, visibile nel nuovo disegno del paraurti, della calandra e dei fari posteriori. Quelli anteriori usufruiscono della tecnologia allo xeno. Per quanto riguarda le motorizzazioni, l'unica variazione riguarda il V8, che passa da 407 a 450 CV.
Nel 2017 è terminata la produzione di questo modello, il quale verrà sostituito dalla BMW Serie 6 GT.

## Versioni
Le caratteristiche delle versioni previste per la gamma Serie 5 GT sono riassunte nella seguente tabella:
| Modello            | Motore             | Cilindrata cm³     | Potenza CV/rpm     | Coppia Nm/rpm      | Trazione           | Massa a vuoto (kg) | Velocità max       | Acceler. 0–100 km/h | Consumo medio (l/100 km) | CO2 (g/km)         | Anni di produzione |
| Versioni a benzina | Versioni a benzina | Versioni a benzina | Versioni a benzina | Versioni a benzina | Versioni a benzina | Versioni a benzina | Versioni a benzina | Versioni a benzina  | Versioni a benzina       | Versioni a benzina | Versioni a benzina |
| ------------------ | ------------------ | ------------------ | ------------------ | ------------------ | ------------------ | ------------------ | ------------------ | ------------------- | ------------------------ | ------------------ | ------------------ |
| 535i GT            | N55B30             | 2979               | 306/5800           | 400/ 1200-5000     | P                  | 1.940              | 250                | 6"3                 | 9                        | 209                | 10/2009-05/2017    |
| 535i GT xDrive     | N55B30             | 2979               | 306/5800           | 400/ 1200-5000     | I                  | 1.995              | 250                | 6"3                 | 9,3                      | 216                | 05/2010-05/2017    |
| 550i GT            | N63B44             | 4398               | 407/5500           | 600/ 1750-4500     | P                  | 2.060              | 250                | 5"5                 | 11,3                     | 263                | 10/2009-06/2013    |
| 550i GT            | N63B44             | 4398               | 450/ 5500-6000     | 650/ 2000-4500     | P                  | 2.070              | 250                | 5"                  | 9,2                      | 214                | 07/2013-05/2017    |
| 550i GT xDrive     | N63B44             | 4398               | 407/5500           | 600/ 1750-4500     | I                  | 2.175              | 250                | 5"4                 | 11,8                     | 275                | 06/2010-06/2013    |
| 550i GT xDrive     | N63B44             | 4398               | 450/ 5500-6000     | 650/ 2000-4500     | I                  | 2.140              | 250                | 4"8                 | 9,7                      | 224                | 07/2013-05/2017    |
| Versioni a gasolio |                    |                    |                    |                    |                    |                    |                    |                     |                          |                    |                    |
| 520d GT            | N47D20             | 1995               | 184/4000           | 380/ 1750-3000     | P                  | 1.940              | 215                | 8"9                 | 5,5                      | 144                | 06/2012-05/2017    |
| 530d GT            | N57D30O0           | 2993               | 245/4000           | 540/ 1500-3000     | P                  | 1.960              | 250                | 6"2                 | 6,5                      | 173                | 10/2009-06/2012    |
| 530d GT            | N57D30O1           | 2993               | 258/4000           | 560/ 1500-3000     | P                  | 1.940              | 245                | 6"2                 | 5,8                      | 153                | 06/2012-05/2017    |
| 530d GT xDrive     | N57D30O0           | 2993               | 245/4000           | 540/ 1500-3000     | I                  | 2.015              | 235                | 6"9                 | 6,9                      | 183                | 04/2010-06/2012    |
| 530d GT xDrive     | N57D30O1           | 2993               | 258/4000           | 560/ 1500-3000     | I                  | 2.045              | 242                | 6"2                 | 6,2                      | 163                | 06/2012-05/2017    |
| 535d GT            | N57D30T0           | 2993               | 299/4400           | 600/ 1500-2500     | P                  | 1.970              | 250                | 6"1                 | 6,8                      | 175                | 04/2010-06/2012    |
| 535d GT            | N57D30T1           | 2993               | 313/4300           | 630/ 1500-2500     | P                  | 1.970              | 250                | 5"7                 | 6                        | 154                | 06/2012-05/2017    |
| 535d GT xDrive     | N57D30T0           | 2993               | 299/4400           | 600/ 1500-2500     | I                  | 2.035              | 250                | 6"                  | 7,1                      | 187                | 09/2010-06/2012    |
| 535d GT xDrive     | N57D30T1           | 2993               | 313/4300           | 630/ 1500-2500     | I                  | 2.035              | 250                | 5"6                 | 6,5                      | 168                | 06/2012-05/2017    |